# Осеково
Осеково је насељено место у општини Поповача, у Мославини, Хрватска, пре нове територијалне организације у саставу бивше велике општине Кутина.

## Становништво
На попису становништва 2011. године, Осеково је имало 853 становника.

## Попис1991.
На попису становништва 1991. године, насељено место Осеково је имало 1.015 становника, следећег националног састава:
| Попис 1991.‍   | Попис 1991.‍ | Попис 1991.‍ | Попис 1991.‍ | Попис 1991.‍ |
| ------------- | ----------- | ----------- | ----------- | ----------- |
|               |             |             |             |             |
| Хрвати        | Хрвати      |             | 979         | 96,45%      |
| Албанци       | Албанци     |             | 17          | 1,67%       |
| Срби          | Срби        |             | 5           | 0,49%       |
| Мађари        | Мађари      |             | 3           | 0,29%       |
| Муслимани     | Муслимани   |             | 1           | 0,09%       |
| Словенци      | Словенци    |             | 1           | 0,09%       |
| Чеси          | Чеси        |             | 1           | 0,09%       |
| непознато     | непознато   |             | 8           | 0,78%       |
| укупно: 1.015 |             |             |             |             |